# Kukkutásana

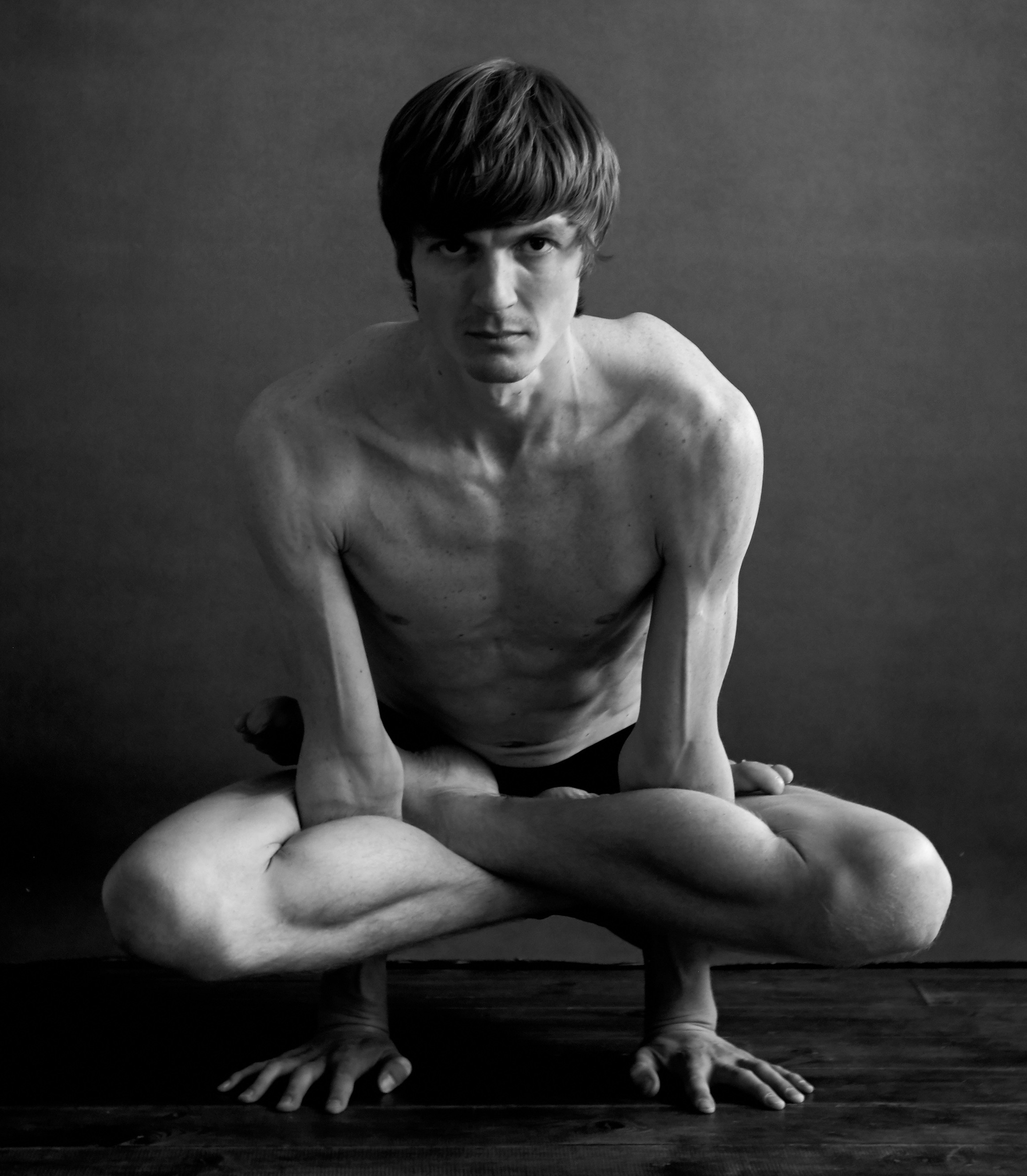
Kukkutásana

Kukkutásana (कुक्कुटासन, Kukkuṭāsana) neboli kohoutek je Ásana.

## Etymologie
Název pochází ze sanskrtského slova kukkuṭā (nebo kohout) (पाश, pāśa) "smyčka" 

## Popis
Existují dvě variace, a to Urdhva Kukkutásana (Horní kohoutek) and Parsva Kukkutásana (Boční kohoutek)

## Výhody
Tradičně se užívá pro uvolnění zad, ramen a krku, pro astma, poruchy trávení, nadýmání, menstruační potíže a ischias.[zdroj⁠?!]